# Riacho Jericó
Riacho Jericó är ett periodiskt vattendrag i Brasilien.   Det ligger i delstaten Paraíba, i den östra delen av landet, 1 500 km nordost om huvudstaden Brasília.
Omgivningarna runt Riacho Jericó är huvudsakligen savann. Runt Riacho Jericó är det ganska glesbefolkat, med 43 invånare per kvadratkilometer.